# Crest (Drôme)
Crest is een gemeente in het Franse departement Drôme (regio Auvergne-Rhône-Alpes). De gemeente telde 8.712 inwoners op 1 januari 2022. De plaats maakt deel uit van het arrondissement Die.

## Geschiedenis
De stad was in de middeleeuwen een eigengoed van de familie Arnaud. Zij bouwden er hun versterkte burcht. Vervolgens kwam de stad in het bezit van de familie Poitiers, de graven van Valentinois en Diois. Hun gezag over Crest werd door de bisschoppen betwist en dit leidde tot een twee eeuwen durende twist. Ook Cesare Borgia (1498) en Diane de Poitiers (1548) waren heren van Crest. De familie Grimaldi was heer van Crest van 1643 tot aan de Franse Revolutie.
In 1632 beval koning Lodewijk XIII de afbraak van de burcht van Crest maar op verzoek van de consuls van de stad bleef de donjon gespaard van afbraak. De donjon werd voortaan gebruikt als gevangenis, waar onder meer veel protestanten gevangen werden gehouden.
In de 17e en de 18e eeuw kende de stad een bloeitijd met een belangrijke textielindustrie. Deze nijverheid ontwikkelde zich verder gedurende de 19e eeuw.

## Geografie
De oppervlakte van Crest bedroeg op 1 januari 2022 23,38 vierkante kilometer; de bevolkingsdichtheid was toen 372,6 inwoners per km². De Drôme stroomt door de gemeente.
De onderstaande kaart toont de ligging van Crest met de belangrijkste infrastructuur en aangrenzende gemeenten.

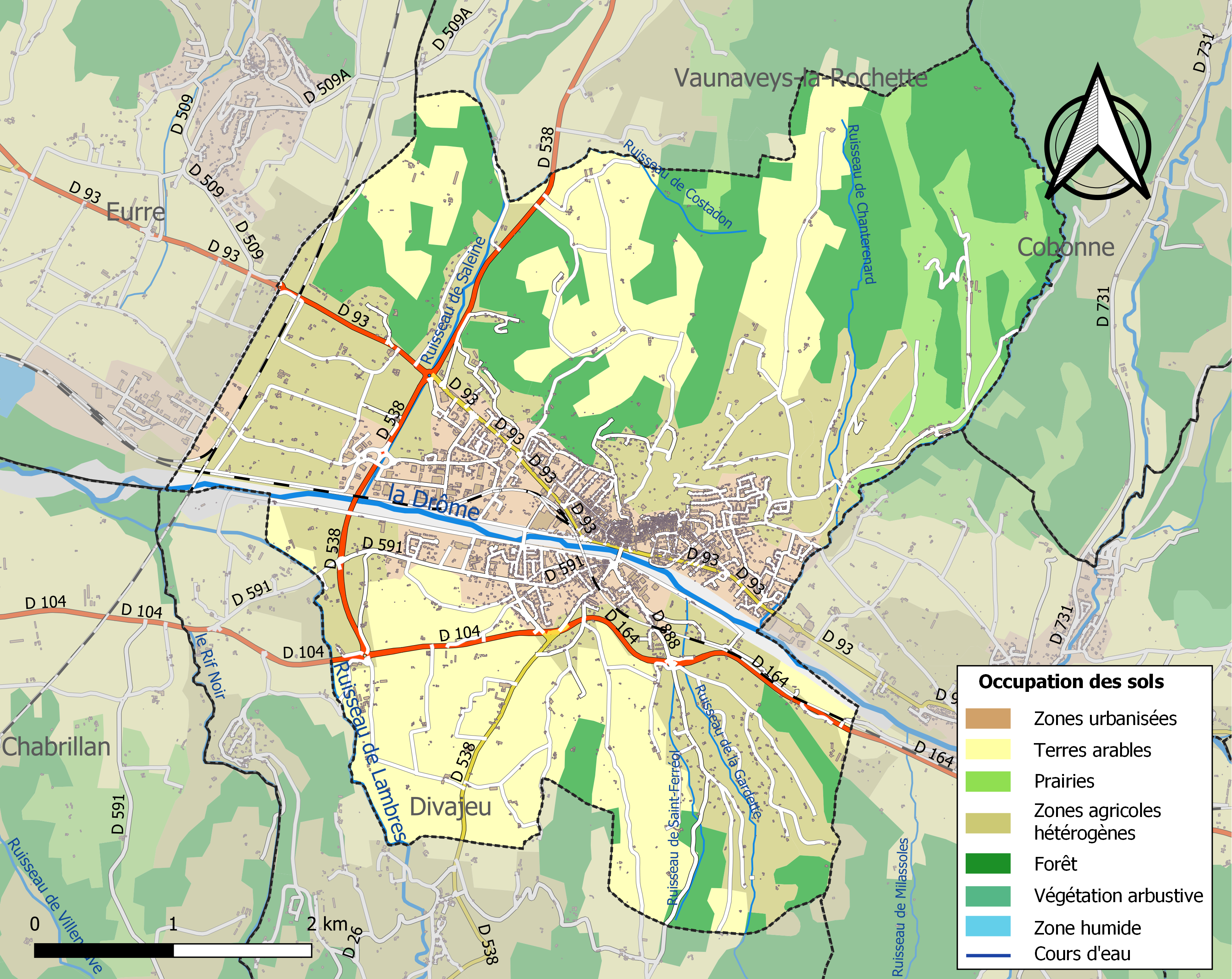

## Verkeer en vervoer
In de gemeente ligt spoorwegstation Crest.

## Demografie
Onderstaande figuur toont het verloop van het inwonertal (bron: INSEE-tellingen).

## Bezienswaardigheid
De gemeente is vooral bekend voor zijn 52 meter hoge middeleeuwse donjon (10e-14e eeuw).
Andere bezienswaardigheden zijn:
- de houten brug over de Drôme (2001)
- de Église Saint-Sauveur
- de kapel van de Cordeliers
- het Maison de la Tour du Pin Montauban
- de kapel Saint-Ferréol

## Geboren in Crest
- Nicolas Barnaud (1538-1604), protestantse schrijver, arts en alchemist
- Antoine de Pluvinel (1552-1620), ruiter en auteur
- Cédric Kahn (1966), filmregisseur, scenarioschrijver en acteur